# Volksbank Hochrhein
Die Volksbank Hochrhein eG ist eine Genossenschaftsbank mit Sitz in Waldshut-Tiengen. Mit mehr als 24.000 Mitgliedern ist sie die größte Mitgliedervereinigung der Region.

## Geschäftsgebiet
Das Geschäftsgebiet der Volksbank Hochrhein erstreckt sich von Albbruck nach Jestetten am Rhein entlang bis nach Schluchsee und Bonndorf im Schwarzwald.

## Geschichte
1867 wurden die zwei eigenständigen Volksbanken Waldshut und Tiengen gegründet. Im ausgehenden 19. Jahrhundert kam es zu weiteren Gründungen von genossenschaftlich organisierten Volks- und Raiffeisenbanken.
1969 wurde die Volksbank Hochrhein gegründet und fusionierte mit den Volksbanken Waldshut und Tiengen. Noch im gleichen Jahr fusionierte die Volksbank Hochrhein mit der Volksbank Dangstetten. Weitere Verschmelzungen wurden 1976 mit der Spar- und Kreditbank Hohentengen, 1977 mit der Spar- und Kreditbank Lauchringen, 1986 mit der Volksbank Bonndorf-Stühlingen und 1987 mit der Volksbank Birkendorf vollzogen. Im Jahr 1995 wurde die Geschäftsstelle St. Blasien von der Volksbank Freiburg erworben.
Die letzte Fusion fand 2013 mit der Volksbank Jestetten statt. 2017 feierte die Volksbank Hochrhein 150-jähriges Jubiläum.